# 奧利弗·哈澤德·佩里

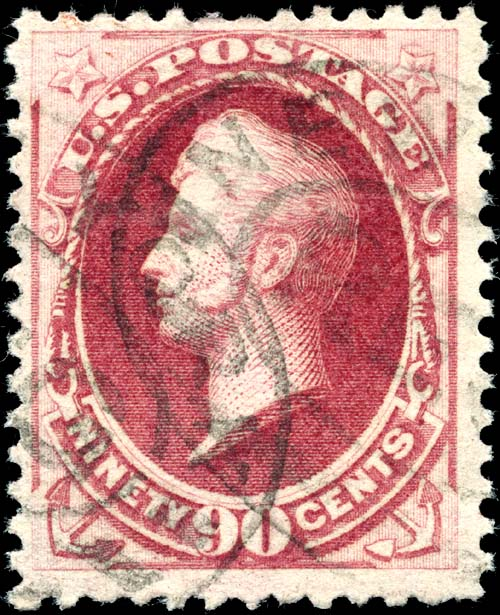
19世紀末90仙的美國郵票印有佩裡肖像。

奧利弗·哈澤德·佩里（Oliver Hazard Perry，1785年8月23日—1819年8月23日），美國海軍准將。

## 生平
他在1812年戰爭抵禦英國軍隊並且因為促使美國軍隊在伊利湖戰役中得到決定性勝利而贏得「伊利湖的英雄」的美譽。
他是基斯杜化·雷蒙德·佩里（Christopherm Raymond Perry）與莎拉·華萊士·亞歷山大（Sarah Wallace Alexander）的兒子。他在羅德島的新港受教育。在1799年4月7日，成為海軍官校學生，被委派到他父親的大型驅逐艦－葛林將軍號（USS General Greene）上工作。他的首次作戰經驗是在1800年2月9日於海地附近的戰役。
其弟馬修·培理也是著名美國海軍將領，以率領黑船強迫日本結束鎖國而聞名於世。

### 軍事
- 派里級巡防艦命名源自紀念1812年戰爭的佩里少校